# The Broken Circuit
The Broken Circuit è un cortometraggio muto del 1915 diretto da J.P. McGowan. È il decimo episodio del serial The Hazards of Helen

## Trama
Avendo tentato di impedire una rapina nell'ufficio dove si trova il denaro per pagare gli stipendi dei dipendenti della compagnia, Helen viene legata e imbavagliata. I banditi si impadroniscono di un carrello e fuggono via. Helen tenta di inseguirli, saltellando con i piedi ancora legati ma inciampa e cade in mezzo ai binari con un treno in arrivo. All'ultimo minuto, la ragazza riesce a liberarsi e interrompe un circuito, mandando in tilt un semaforo che si mette a lampeggiare, dando l'allarme. L'ingegnere, avvisato dal segnale, riesce a fermare il treno che stoppa a meno di tre metri da Helen. I malviventi sono costretti a fuggire quando il loro carrello deraglia: si trovano davanti la loro inseguitrice che, adesso, devono affrontare finché non arrivino i soccorsi.

## Produzione
Il film fu prodotto dalla Kalem Company.

## Distribuzione
Distribuito dalla General Film Company, il film - un cortometraggio in una bobina - uscì nelle sale cinematografiche USA il 16 gennaio 1915. È conosciuto anche con il titolo alternativo di The Hazards of Helen: The Broken Circuit, decimo episodio del serial della Kalem.